# Departamentul Woleu
Departamentul Woleu este un departament din provincia Woleu-Ntem  din Gabon. Reședința sa este orașul Oyem.